# Lourenties
Lourenties település Franciaországban, Pyrénées-Atlantiques megyében. Lakosainak száma 415 fő (2022. január 1.). Lourenties Gardères, Luquet, Arrien, Eslourenties-Daban, Espéchède, Espoey és Limendous községekkel határos.

## Népesség
A település népességének változása:
| Lakosok száma | 351  | 352  | 362  | 362  | 376  | 391  | 405  | 408  | 415  |
|               | 2013 | 2015 | 2016 | 2017 | 2018 | 2019 | 2020 | 2021 | 2022 |